# Attack of the Killer Tomatoes
 (novembre 2018).
Si vous disposez d'ouvrages ou d'articles de référence ou si vous connaissez des sites web de qualité traitant du thème abordé ici, merci de compléter l'article en donnant les références utiles à sa vérifiabilité et en les liant à la section « Notes et références ».
Attack of the Killer Tomatoes est un jeu vidéo de plates-formes en 2D développé par Imagineering Inc. et édité par THQ en 1991 sur Nintendo. Il fut porté en 1992 sur Game Boy.
Il reprend les évènements et les personnages de la série animée La Guerre des tomates, elle-même basée sur le film Le Retour des tomates tueuses.